# Baltic Way

Logo des Baltic Way 2006 in Turku

Der Baltic Way Mathematical Team Contest ist ein jährlich stattfindender internationaler Mathematik-Wettbewerb. Eine Besonderheit des Wettbewerbs ist, dass er ein internationaler Team-Wettbewerb für Schüler ist: Dieses Merkmal teilt er nur mit dem (mehr forschungsorientierten) International Tournament of Young Mathematicians (ITYM).

## Geschichte des Wettbewerbs
Der Wettbewerb entstand 1990 im Zuge der Selbstständigkeitsbestrebungen der baltischen Staaten: Im Jahr zuvor bildeten die Menschen bei einer Großdemonstration eine Menschenkette von Vilnius bis Tallinn (Baltischer Weg).
Seit 1990 wird auch der gleichnamige Mathematik-Team-Wettbewerb durchgeführt, zunächst nur zwischen den baltischen Staaten selbst. Vom Beginn an aber war es dabei das Ziel, alle Staaten um die Ostsee teilnehmen zu lassen; Deutschland kam 1997 als letztes Ostsee-Anrainer-Land hinzu. (Dass Island – obwohl nicht ostsee-berührt – teilnimmt, liegt daran, dass Island als erstes europäisches Land die drei neuen alten baltischen Republiken diplomatisch anerkannt hat.)
Damit ist die „Stammbesetzung“ im Baltic Way Estland, Lettland, Litauen, Finnland, Schweden, Dänemark, Norwegen, Island, Polen, Russland mit einem Team aus St. Petersburg und Deutschland mit einem Team aus den Küsten-Bundesländern.
Seit 2022 wurde aufgrund des Kriegs in der Ukraine kein russisches Team mehr eingeladen. Der Wettbewerb wird jährlich in einem anderen dieser Staaten durchgeführt; der Veranstalter darf dabei ein Gast-Land, sozusagen ein „ehrenbaltisches Land“, einladen, um ein Dutzend Teams zu versammeln. Diese Möglichkeit wurde bisher achtmal genutzt: 2001 war Israel eingeladen, 2004 und 2014 Weißrussland, 2005 Belgien, 2011 Südafrika, 2015 die Niederlande,  2021 Irland und 2024 die Ukraine. Im Jahr 2020 fand der Wettbewerb aufgrund der Corona-Pandemie online statt.

## Struktur des Wettbewerbs
Die Teams bestehen jeweils aus fünf Mitgliedern, die noch zur Schule gehen müssen. Das Team muss in einer 4,5-stündigen Klausur 20 Aufgaben aus den klassischen Bereichen der Wettbewerbs-Mathematik lösen, nämlich aus den Bereichen Algebra, Diskrete Mathematik (Kombinatorik), Geometrie und Zahlentheorie. Das Niveau dieser Aufgaben reicht fast an das der Internationalen Mathematik-Olympiaden (IMO) heran.
Da kein Teammitglied alle Aufgaben in der zur Verfügung stehenden Zeit lösen kann, ist es wichtig, im Team Absprachen über die Bearbeitung und das Korrekturlesen zu treffen: Die fünf müssen also auch miteinander arbeiten können.
Aus alldem folgt, dass das Team aus jungen Mathematikern bestehen muss, die es im Bereich der Wettbewerbs-Mathematik mindestens zum Kreis der IMO-Kandidaten gebracht haben.
Das deutsche Team setzt sich aus Schülerinnen und Schülern der norddeutschen Bundesländer Bremen, Hamburg, Mecklenburg-Vorpommern, Niedersachsen und Schleswig-Holstein zusammen. Von 1997 bis 2004 und erneut von 2016 bis 2022 wurde die deutsche Mannschaft von Uwe Leck (Flensburg) geleitet, zwischenzeitlich war Hans-Dieter Gronau (Rostock) verantwortlich.
Die Vorbereitung für das Team beginnt typischerweise im September, im Oktober kommen die Teammitglieder dann zu einem Seminar zusammen und im November findet schließlich der jeweilige Wettbewerb statt.
Die Veranstaltung selbst findet zwar immer zu einer in der entsprechenden Gegend kalten Jahreszeit statt – aber über die Mathematik hinaus wird immer eine Menge an Besichtigung und gemeinsamem Tun geboten.

## Bisherige Wettbewerbe des Baltic Way
| Jahr | Ort                      | Gewinner             | 2. Platz             |
| ---- | ------------------------ | -------------------- | -------------------- |
| 1990 | Riga, Lettland           | Lettland             |                      |
| 1991 | Tartu, Estland           | Lettland             |                      |
| 1992 | Vilnius, Litauen         | Dänemark             | St. Petersburg       |
| 1993 | Riga, Lettland           | Polen                | Lettland             |
| 1994 | Tartu, Estland           | St. Petersburg       | Lettland             |
| 1995 | Västerås, Schweden       | Polen                | Lettland             |
| 1996 | Valkeakoski, Finnland    | Polen                | Lettland             |
| 1997 | Kopenhagen, Dänemark     | Polen                | Deutschland          |
| 1998 | Warschau, Polen          | Lettland             | Estland              |
| 1999 | Reykjavík, Island        | Estland              | Schweden             |
| 2000 | Oslo, Norwegen           | Polen                | Lettland             |
| 2001 | Hamburg, Deutschland     | Israel               | Estland              |
| 2002 | Tartu, Estland           | St. Petersburg       | Norwegen             |
| 2003 | Riga, Lettland           | St. Petersburg       | Polen                |
| 2004 | Vilnius, Litauen         | St. Petersburg       | Polen                |
| 2005 | Stockholm, Schweden      | Polen                | Finnland             |
| 2006 | Turku, Finnland          | St. Petersburg       | Polen                |
| 2007 | Kopenhagen, Dänemark     | Polen                | St. Petersburg       |
| 2008 | Danzig, Polen            | Polen                | Deutschland          |
| 2009 | Trondheim, Norwegen      | St. Petersburg       | Polen                |
| 2010 | Reykjavík, Island        | Polen                | Litauen              |
| 2011 | Greifswald, Deutschland  | Polen                | Lettland             |
| 2012 | Tartu, Estland           | St. Petersburg       | Polen                |
| 2013 | Riga, Lettland           | Lettland             | St. Petersburg       |
| 2014 | Vilnius, Litauen         | St. Petersburg       | Deutschland          |
| 2015 | Stockholm, Schweden      | St. Petersburg       | Polen                |
| 2016 | Oulu, Finnland           | Polen/St. Petersburg | Polen/St. Petersburg |
| 2017 | Sorø, Dänemark           | St. Petersburg       | Deutschland          |
| 2018 | St. Petersburg, Russland | Deutschland          | St. Petersburg       |
| 2019 | Stettin, Polen           | St. Petersburg       | Polen                |
| 2020 | online                   | Deutschland          | Norwegen             |
| 2021 | Reykjavík, Island        | St. Petersburg       | Estland              |
| 2022 | Tromsø, Norwegen         | Deutschland/Polen    | Deutschland/Polen    |
| 2023 | Flensburg, Deutschland   | Deutschland          | Schweden             |
| 2024 | Tartu, Estland           | Polen                | Estland              |